# Nika (ocenění)
Nika je filmová cena udělovaná každoročně od roku 1987 Ruskou filmovou akademií v Moskvě. Je modelovaná podobně jako cena Americké akademie filmového umění a věd – Oscar a odvozuje svůj název od Niké, starověké bohyně vítězství. Jde o hlavní národní filmovou cenu v Rusku.

## Ocenění
- 1988 – Tengiz Abuladze za film Pokání
- 1989 – Alexandr Proškin za film Chladné léto roku 1953
- 1990 – Sergej Paradžanov a Dodo Abašidze za film Ašik - Kerib
- 1991 – Kira Muratova za film Astenický syndrom / Asteničeskij sindrom, Stanislav Govoruchin nejlepší režisér za Tak se žít nedá / Так жить нельзя a Innokentij Smoktunovskij jako nejlepší herec
- 1992 – Eldar Rjazanov za film Nebesa obetovannyje, Oleg Jankovskij a Inna Čurikova jako nejlepší herci
- 1993 – Pjotr Todorovskij, za film A znovu, a znovu! / Ankor, ješčo ankor!, Nikita Michalkov nejlepší režisér za Urga a Michail Vartanov za dokumentární film Parajanov: The Last Spring, Vadim Jusov za kameru v Georgij Danelija Pasport
- 1994 – Vladimir Chotinenko za film Makarov, Vadim Jusov za kameru v Ivan Dychovičnij's Prorva
- 1995 – Kira Muratova za film Uvlečenija / Увлеченья, za celoživotní dílo Sergej Gerasimov a jeho vdova Tamara Makarova
- 1996 – Alexandr Rogožkin za film Svéráz národního lovu
- 1997 – Sergej Bodrov za film Kavkazský zajatec, za celoživotní dílo Georgij Žžjonov
- 1998 – Pavel Čuchraj za film Vor / Zloděj
- 1999 – Alexej Balabanov za film Pro urodov i ljuděj, Otar Ioseliani nejlepší režisér za Brigands, chapitre VII
- 2000 – Alexej Jurjevič German nejlepší režisér a film Chrustaljove, vůz!.Michajl Uljanov jako nejlepší herec za Vorošilovskij strelok, Valerij Prijomychov nejlepší scénář za Kdo, když ne my
- 2001 – Alexej Učitěl za film Deník jeho ženy, za celoživotní dílo Vjačeslav Tichonov
- 2002 – Alexandr Sokurov za film Telets, za celoživotní dílo Alexej Batalov
- 2003 – Alexandr Rogožkin za film Kukačka, Sergej Bodrov ml. jako nejlepší herec ve filmu Válka
- 2004 – Andrej Zvjagincev za film Návrat, Vadim Abdrašitov nejlepší režisér v Magnetická bouře a za celoživotní dílo Pjotr Todorovskij.
- 2005 – Dmitrij Mesčijev za film Svoi, Kira Muratova nejlepší režisérka za Nastrojščik / The Tuner, Bohdan Stupka a Alla Demidova jako nejlepší herci, Eduard Artemjev nejlepší hudba, za celoživotní dílo Vadim Jusov a Nonna Mordjukova
- 2006 – Fjodor Bondarčuk za film 9. rota, Alexej Alexejevič German nejlepší režisér za Harpastum, Jevgenij Mironov a Alisa Frejndlich jako nejlepší herci, Marlen Chucijev za celoživotní dílo
- 2007 – Pavel Lungin za film a režii v Ostrov, Pjotr Mamonov a Viktor Suchorukov jako nejlepší herci, Fjodor Chitruk za celoživotní dílo
- 2008 – Sergej Bodrov za film a režii v Mongol - Čingischán, Sergej Garmaš jako nejlepší herec Nikity Michalkova filmu Dvanáct, Leonid Bronevoj za vedlejší roli, za celoživotní dílo Georgij Danělija
- 2009 – Valerij Todorovskij za film Páskové / Stilyagi, Alexej German mladší za režii Papírový voják, za celoživotní dílo Alexej German starší
- 2010 – Andrej Chržanovskij za film Jeden a půl pokoje, nejlepší herec Světlana Nikolajevna Krjučkova v Pochoronitě meňja za plintusom / Bury Me Behind the Baseboard, Vladimir Adolfovič Iljin v Pavilon č. 6 a posmrtně Oleg Jankovskij za seriál Anna Karenina a film Ivan Hrozný / Tsar
- 2011 – Alexej Učitěl za film Kraj, Alexej Popogrebskij za režii filmu Jak jsem dopadl tohle léto
- 2012 – Andrej Smirnof za film Žila-byla odna baba, Andrej Zvjagincev za režii filmu Jelena
- 2013 – Alexandr Sokurov za film Faust, nejlepší herec Maxim Suchanov za film Horda
- 2014 – Alexandr Veledinskij za film Zeměpisec, který propil globus a za nejlepší kameru film Metro